# USL W League (2022)
Die USL W League ist eine Spielklasse im US-amerikanischen Frauenfußball. Sie wird von der United Soccer League betrieben und unterliegt der Kontrolle der United States Adult Soccer Association. Im Liga-System ist sie derzeit auf vierthöchster Ebene eingeordnet. Von 1995 bis 2015 existierte die Liga bereits einmal unter diesen Namen als Zweite Liga.

## Geschichte
Erstmals angekündigt wurde die Liga im Juni 2021 mit zu dieser Zeit noch acht Mannschaften für die erste Saison 2022. Bereits da erwartete die Liga aber schon mit mindestens 30 Mannschaften in Spielzeit zu starten. Am Ende starteten 43 Mannschaften in die erste Runde, wovon jedes Team ein Partner-Team aus dem Männer-Bereich aufweist, zumeist aus dem Spielbereich der USL-Ligen aber auch aus den darunter liegenden Spielklassen der USASA. Ab der Saison 2023 umfasste die Liga dann schon ganze 65 Mannschaften.

## Modus

### Regular Season
In der Regular Season spielt in zehn (zum Start im Jahr 2022 waren es noch sieben) Divisionen jede Mannschaft eine Doppelrunde gegen jede andere Mannschaft der eigenen Division.

### Playoffs
Aus der Regular Season heraus erreichen alle zehn Divisions- sowie ein Wildcard-Gewinner die Playoffs. Die Zusammenstellung der Partien erfolgt dann nach Gesichtspunkten der geographischen Zusammenstellung.

## Mannschaften

### Eastern Conference
| Name                     | Stadt         | Stadion                      | Gegründet | Erste Saison |
| ------------------------ | ------------- | ---------------------------- | --------- | ------------ |
| AC Connecticut           | Newtown       | Trinity Health Stadium       | 2021      | 2022         |
| Cedar Stars Academy      | Teaneck       | Capelli Sport Complex        | 2021      | 2022         |
| FA Euro                  | Brooklyn      | Poly Prep Country Day School | 2013      | 2022         |
| Long Island Rough Riders | Uniondale     | Mitchel Athletic Complex     | 1995      | 2022         |
| Manhattan SC             | New York City |                              | 2021      | 2022         |
| Morris Elite SC          | Union         | Union High School            | 2021      | 2022         |
| Paisley Athletic FC      | Kearny        | Harvey Field Complex         | 2021      | 2023         |
| Westchester Flames       | New Rochelle  | City Park Stadium            | 1999      | 2022         |

| Name                        | Stadt         | Stadion                             | Gegründet | Erste Saison |
| --------------------------- | ------------- | ----------------------------------- | --------- | ------------ |
| Christos FC                 | Baltimore     | Moose Athletic Club                 | 1997      | 2022         |
| Eagle FC                    | Mechanicsburg | Mountain View High School           | 1976      | 2022         |
| McLean Soccer               | McLean        | Holladay Field and Lewinsville Park | 1980er    | 2022         |
| North Virgina FC            | Leesburg      | Evergreen Sportsplex                | 2021      | 2022         |
| Patuxent Football Athletics | Patuxent      | Calverton School                    | 2018      | 2022         |
| Virgina Marauders FC        | Winchester    | Winchester Sportsplex               | 2023      | 2023         |

### Central Conference
| Name               | Stadt        | Stadion                        | Gegründet | Erste Saison |
| ------------------ | ------------ | ------------------------------ | --------- | ------------ |
| AFC Ann Arbor      | Ann Arbor    | Concordia University Ann Arbor | 2014      | 2023         |
| Cleveland Force SC | Cleveland    | DiSanto Field                  | 2018      | 2023         |
| Detroit City FC    | Hamtramck    | Keyworth Stadium               | 2012      | 2022         |
| Flint City AFC     | Flint        | Atwood Stadium                 | 2022      | 2022         |
| Kalamazoo FC       | Kalamazoo    | Mayors Riverfront Park         | 2016      | 2022         |
| Midwest United FC  | Grand Rapids | Aquinas College                | 2016      | 2022         |

| Name                   | Stadt     | Stadion                            | Gegründet | Erste Saison |
| ---------------------- | --------- | ---------------------------------- | --------- | ------------ |
| Bavarian United SC     | Milwaukee | Heartland Value Fund Stadium       | 2011      | 2023         |
| Chicago City SC        | Chicago   | ITW David Speer Academy            | 2013      | 2022         |
| Chicago Dutch Lions FC | Lisle     | Benedictine University Stadium     | 2020      | 2022         |
| Green Bay Glory        | Green Bay | Capital Credit Union Park          | 2019      | 2022         |
| Minnesota Aurora FC    | Eagan     | TCO Stadium                        | 2021      | 2022         |
| RKC Third Coast        | Racine    | Pritchard Park Multi-Purpose Field | 2023      | 2023         |
| Rochester FC           | Rochester | Rochester Regional Stadium         | 2018      | 2023         |

| Name                         | Stadt        | Stadion                                     | Gegründet | Erste Saison |
| ---------------------------- | ------------ | ------------------------------------------- | --------- | ------------ |
| Indy Eleven                  | Indianapolis | Grand Park                                  | 2021      | 2022         |
| Lexington SC                 | Lexington    | Bell Soccer Complex                         | 2022      | 2023         |
| Kings Hammer FC              | Cincinnati   | Bishop Brossart High School                 | 2021      | 2022         |
| Racing Louisville FC Academy | Louisville   | Lynn Family Sports Vision & Training Center | 2020      | 2021         |
| St. Charles FC               | St. Charles  | Lutheran High School                        | 2020      | 2023         |

### Southern Conference
| Name                       | Stadt         | Stadion                          | Gegründet | Erste Saison |
| -------------------------- | ------------- | -------------------------------- | --------- | ------------ |
| Asheville City SC          | Asheville     | Greenwood Field                  | 2021      | 2022         |
| FC Carolinas               | Waxhaw        | FCC Soccer Complex               | 2018      | 2023         |
| Charlotte Independence     | Charlotte     | American Legion Memorial Stadium | 2014      | 2022         |
| Greenville Liberty SC      | Greenville    | Paladin Stadium                  | 2021      | 2022         |
| North Carolina Courage U23 | Cary          | WakeMed Soccer Park              | 2022      | 2022         |
| North Carolina Fusion U23  | Browns Summit | Macpherson Stadium               | 2018      | 2022         |
| Wake FC                    | Holly Springs | Ting Stadium                     | 2021      | 2022         |

| Name                      | Stadt       | Stadion                              | Gegründet | Erste Saison |
| ------------------------- | ----------- | ------------------------------------ | --------- | ------------ |
| Birmingham Legion         | Birmingham  | Dunnavant Valley Fields – Field Four | 2023      | 2023         |
| Chattanooga Red Wolves    | Chattanooga | CHI Memorial Stadium                 | 2019      | 2022         |
| North Alabama SC          | Huntsville  | Championship Soccer Stadium          | 2008      | 2023         |
| South Carolina United FC  | Columbia    | Southeastern Freight Lines Stadium   | 2012      | 2022         |
| South Georgia Tormenta FC | Statesboro  | Optim Sports Medicine Field          | 2021      | 2022         |
| Southern Soccer Academy   | Marietta    | Marathon Soccer Park                 | 2021      | 2022         |
| Tennessee SC              | Brentwood   | Ravenwood High School                | 2012      | 2022         |

| Name                         | Stadt      | Stadion                            | Gegründet | Erste Saison |
| ---------------------------- | ---------- | ---------------------------------- | --------- | ------------ |
| Florida Elite Soccer Academy | St. Johns  | Mandarin High School Stadium       | 2014      | 2022         |
| Miami AC                     | Miami      | Miami Dade College                 | 2021      | 2022         |
| FC Miami City                | Lauderhill | Central Broward Regional Park      | 2022      | 2022         |
| Palm City Americanas         | Palm City  | Football Farm                      | 2022      | 2023         |
| Swan City SC                 | Lakeland   | Lake Myrtle Sports Complex         | 2016      | 2023         |
| Tampa Bay United FC          | Tampa      | Tournament Sportsplex of Tamba Bay | 2011      | 2022         |

### Western Conference
| Name           | Stadt    | Stadion                          | Gegründet | Erste Saison |
| -------------- | -------- | -------------------------------- | --------- | ------------ |
| Capital FC     | Salem    | John Chambers Field              | 2017      | 2023         |
| Lane United FC | Eugene   | New Civic Stadium                | 2013      | 2023         |
| Oly Town FC    | Olympia  | A G West Black Hills High School | 2021      | 2023         |
| PDX FC         | Portland | Sam Barlow High School           | 2017      | 2023         |
| United PDX     | Portland | Westside Christian High School   | 2018      | 2023         |

| Name                | Stadt         | Stadion                          | Gegründet | Erste Saison |
| ------------------- | ------------- | -------------------------------- | --------- | ------------ |
| Academica SC        | Turlock       | Academica Field                  | 2022      | 2023         |
| California Storm    | Sacramento    | Davis Legacy Soccer Club         | 2022      | 2023         |
| Marin FC            | Greenbrae     | San Rafael High School           | 2022      | 2023         |
| Oakland Soul SC     | Oakland       | Merritt College Soccer Stadium   | 2022      | 2023         |
| Olympic Club SC     | San Francisco |                                  | 2022      | 2023         |
| Pleasanton RAGE     | Pleasanton    | Stanford Medicine Sports Complex | 2022      | 2023         |
| San Francisco Glens | San Francisco | Skyline College                  | 2022      | 2023         |
| Stockton Cargo SC   | Stockton      | San Joaquin Delta College        | 2021      | 2023         |